# Chili op de Olympische Winterspelen 2018
Chili was een van de deelnemende landen aan de Olympische Winterspelen 2018 in Pyeongchang, Zuid-Korea.
Bij de zeventiende deelname van het land aan de Winterspelen werd ook voor de zeventiende keer deelgenomen in het alpineskiën en voor de tweede opeenvolgende keer in het freestyleskiën en langlaufen. Van de zeven deelnemers was Henrik von Appen de vlaggendrager bij de openingsceremonie. Noelle Barahona nam voor de vierde keer deel.

## Deelnemers en resultaten
(m) = mannen, (v) = vrouwen 

### Alpineskiën
| Olympiër (deelname)  | Onderdeel        | Resultaat | Prestatie                                    |
| -------------------- | ---------------- | --------- | -------------------------------------------- |
| Kai Horwitz          | reuzenslalom (m) | DNF-2     | 1e run: 1.14,88 (47e) 2e run: niet gefinisht |
| Kai Horwitz          | slalom (m)       | DNF-1     | 1e run: niet gefinisht                       |
| Henrik von Appen (2) | combinatie (m)   | DNF       | afdaling: 1.21,16 (22e) slalom: niet gestart |
| Henrik von Appen (2) | afdaling (m)     | 34e       | 1.44,02 (+3,77)                              |
| Henrik von Appen (2) | super g (m)      | 30e       | 1.27,57 (+3,13)                              |
|                      |                  |           |                                              |
| Noelle Barahona (4)  | combinatie (v)   | DNF       | afdaling: niet gefinisht                     |
| Noelle Barahona (4)  | afdaling (v)     | 25e       | 1.44,24 (+5,02)                              |
| Noelle Barahona (4)  | reuzenslalom (v) | DNF-1     | 1e run: niet gefinisht                       |
| Noelle Barahona (4)  | super g (v)      | 39e       | 1.27,16 (+6,05)                              |

### Freestyleskiën
| Olympiër (deelname)   | Onderdeel      | Resultaat | Prestatie                                               |
| --------------------- | -------------- | --------- | ------------------------------------------------------- |
| Stephanie Joffroy (2) | skicross (v)   | 1/8F      | plaatsingsronde: 18e; 1.16,70 (+3,59) 1/8F, serie 8: 3e |
| Dominique Ohaco (2)   | slopestyle (v) | 20e       | kwalificatie: 38.60 (16.00, 38.60)                      |

### Langlaufen
| Olympiër (deelname)    | Onderdeel             | Resultaat | Prestatie          |
| ---------------------- | --------------------- | --------- | ------------------ |
| Yonathan Fernandez (2) | 15 km vrije stijl (m) | 102e      | 42.49,9 (+9.06,0)  |
|                        |                       |           |                    |
| Claudia Salcedo        | 10 km vrije stijl (v) | 90e       | 37.19,2 (+12.18,7) |